# Therapeutic Drug Monitoring (Zeitschrift)
Therapeutic Drug Monitoring, abgekürzt Ther. Drug Monit., ist eine wissenschaftliche Fachzeitschrift, die vom Lippincott Williams&Wilkins-Verlag veröffentlicht wird. Die Zeitschrift ist das offizielle Publikationsorgan der International Association of Therapeutic Drug Monitoring and Clinical Toxicology, sie erscheint derzeit mit sechs Ausgaben im Jahr. Es werden Arbeiten veröffentlicht, die sich mit dem Einfluss auf die Aufnahme, den Metabolismus und die Ausscheidung von Arzneimitteln beschäftigen.
Der Impact Factor lag im Jahr 2014 bei 2,376. Nach der Statistik des ISI Web of Knowledge wird das Journal mit diesem Impact Factor in der Kategorie Medizinische Labortechnologie an elfter Stelle von 30 Zeitschriften, in der Kategorie Pharmakologie und Pharmazie an 125. Stelle von 254 Zeitschriften und in der Kategorie Toxikologie an 45. Stelle von 87 Zeitschriften geführt.